# Flash (Lewa Adventure)
Pour les articles homonymes, voir Flash.
Flash est un circuit de montagnes russes en métal du constructeur allemand Mack Rides situé à Lewa Adventure à Xianyang, Shaanxi en Chine.

## Parcours
Avec une vitesse de 115 km/h, pour une hauteur de 61 mètres et une hauteur de chute de 58 mètres, Flash est alors le quatrième circuit de montagnes russes le plus rapide de Chine. Le parcours possède deux inversions, un looping de 50 mètres et un zero-g-roll.